# Phla-pherá-språk
Phla-pherá-språk är en undergrupp av gbespråk som främst talas i sydöstra och sydvästra Benin. Några grupper talare finns i sydöstra Togo och sydvästra Nigeria. Grupperingen, som består av ungefär tio varieteter, infördes 1988 av H.B. Capo i hans klassificering av gbespråk som en av de fem huvudsakliga grupperingarna inom gbespråken. Ytterligare forskning som utfördes av SIL International under 1990-talet bekräftade många av Capos rön och ledde till justeringar av några av hans mer provisoriska grupperingar. I synnerhet indelades phla-pherá-språken i ett östligt och ett västligt kluster. Phla-pherá är en av de mindre grenarna av gbespråk i fråga om antal talare. Den är också den språkligt mest mångfaldiga grenen av gbespråken, delvis på grund av att flera geografiskt åtskilda folkgrupper finns, men främst på grund av avsevärt inflytande från flera icke-gbespråk i historien. Några av phla-pherá-folken anses vara de ursprungliga invånarna i regionen, som har beblandats med gbespråkiga invandrare. 
Termen phla-pherá är en sammanfogning av namnen på två större dialekter i denna gruppering. Det finns många stavningsvarianter av båda namnen. Phla, som uttalas [χʷlà], har tidigare stavats pla, kpla, xwla, hwla och fla. Pherá, som uttalas [χʷèlá] eller [χʷèrá], har tidigare stavats peda, fida, péda och houéda. För enkelhets skull använder denna artikel den enhetliga standardortografi för gbespråk som har lanserats av Capo.

## Geografi och demografi

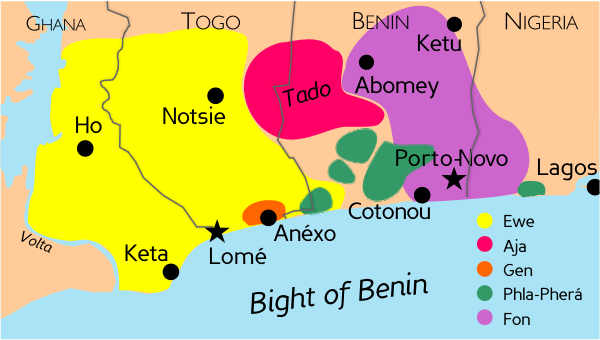
Gbespråkområdet. Gröna prickar är språk som tillhör phla-pherá-gruppen enligt Capo (1988).

De flesta phla-pherá-språk talas i provinserna Mono, Atlantique och Oueme (Weme) i Benin. Alada, en varietet som ibland inräknas i phla-pherá-gruppen, talas i sydvästra Nigeria, strax sydöst om Benins administrativa huvudstad Porto-Novo. Ett phla-pherá-språk, xwla, talas väster om floden Mono, längs kusten mellan Anexo (Togo) och Grand Popo (Benin). Detta språk har tidigare kallats popo. Fon i dess olika former, som representerar en annan gren av gbespråken, är det dominerande språket i detta område och folkgrupper som talar phla-pherá-språk lever utspridda över fon-området. 
Phla-pherá-språken är bland de minst utforskade av gbespråken. I vissa fall är inte mycket mer känt än namnet på en dialekt och den by där den talas. På grund av detta är det svårt att avgöra det totala antalet talare av phla-pherá-språk. En preliminär uppskattning, grundad på de bristfälliga demografiska data som finns tillgängliga i Ethnologue, är 400 000 talare exklusive alada, eller 600 000 till 700 000 inklusive alada.

## Capos första klassificering
Mycket av den jämförande forskning som ligger till grund för Hounkpati B.C. Capos inflytelserika klassificering av gbespråken utfördes på 1970-talet, och partiella resultat publicerades i slutet av 1970-talet och början av 1980-talet i form av artiklar om specifika ljudutvecklingar i olika grenar av gbespråken. I Capos verk Renaissance du Gbe från 1988 publicerades den interna klassificeringen av gbespråken för första gången i sin fullständighet. I denna klassificering betraktas phla-pherá som en av de fem grenarna av gbespråken, av vilka de andra är ewe, gen, fon, och aja. Enligt Capo (1988:15) består phla-pherá-gruppen av följande varieteter: 
- alada (allada, arda) — sydvästra Nigeria, sydöst om Porto-Novo.
- tɔli (tori) — provinserna Atlantique och Weme i Benin, väster om ayizɔ-området.
- tɔfin (toffi, tofin) — provinsen Weme i Benin, norr om Nokouésjön.
- phelá (fida, péda) — öster om Ahémesjön i provinsen Atlantique i Benin.
- phla (pla, xwla, hwla, popo) — i gränslandet mellan Togo och Benin vid kusten, mellan Anexo och Grand-Popo.
- ayizɔ (ayizo, ayize) — provinsen Weme i Benin.
- kotafon (kotafohn) — provinsen Mono i Benin.
- tsáphɛ (sahwe, saxwe) — norra delen av provinsen Mono i Benin.
- gbési (gbesi) — provinsen Mono, norr om Ahémesjön, i Benin.
- sɛ (se) — västra delen av provinsen Mono i Benin.

Capo grupperade phla-pherá-varieteterna främst på basis av ett antal gemensamma fonologiska och morfologiska drag, däribland utvecklingen av proto-gbe *th och *dh till /s/ och /z/, den bibehållna distinktionen mellan *ɛ och *e, och förekomsten av olika nominala prefix.
Capo noterade att namnet phla-pherá används inte av talare av de olika varieteter som det omfattar /.../ faktum är att phla-pherá-grupperingen är mindre enhetlig än de andra. Enligt Capo känner dock språkens talare igen ”en närmare koppling mellan de varieteter som är listade här än mellan några av dem som är listade i andra [grenar]”. Han nämnde aladavarieteten som ett undantag, då en del personer ”betraktar alada och fonspråket ’’gun’’ som ett och samma språk”.

## Senare forskning
I början av 1990-talet inledde SIL en studie för att utvärdera vilka gbespråkiga folkgrupper som kunde ha nytta av befintliga alfabetiseringsarbeten och huruvida ytterligare utvecklingsprogram hos några av de återstående folkgrupperna skulle behövas. Lingvistiska utforskningar som utfördes under loppet av denna studie kom att sprida mer ljus över relationerna mellan de olika varieteterna av gbespråk. Några av resultaten av denna studie presenterades i Kluge (2000, 2005, 2006).
Grundat på en synkron analys av lexikala och grammatiska kännetecken som tagits fram bland 49 gbespråk indelade Kluge gbespråken i tre huvudsakliga grupperingar: västliga, centrala och östliga Den östliga grupperingen består av tre kluster: Fon (ungefär motsvarande Capos 'fon'-gren), västlig phla-pherá och östlig phla-pherá (tillsammans ungefär motsvarande Capos phla-pherá-språk). Denna del av Kluges analys innebar bland annat att osäkerheten i klassificeringen av aladadialekten bekräftades: vissa möjliga resultat pekar mot att innefatta den i fongruppen, medan andra tyder på medlemskap i ett av phla-pherá-klustren. Kluges resultat antyder också osäkerhet rörande klassificeringen av ayizo och kotafon.
Ett antal varieteter som behandlades av Kluge ingick inte i Capos forskning (jämför Capo 1991:14ff), nänligen ajra, daxe, gbesi, gbokpa, movolo, se och sete. Alla dessa klassificerades av Kluge som phla-pherá.

## Språklig mångfald
Precis som Capo villigt erkände att phla-pherá-grupperingen är synnerligen mångfaldig, ledde inte Kluges analys till avgörande bevisning rörande den exakta uppbyggnaden av de västliga och östliga phla-pherá-grenarna. Olika sätt att bearbeta data gav olika konfigurationer av respektive dialekter. Mångfalden i denna underfamilj beror troligen delvis på det faktum att de olika phla-pherá-talande folkgrupperna inte bebor ett enskilt geografiskt område utan är utspridda längs Beninbuktens kust. 
En mer betydande anledning till den mångfald som har uppmärksammats är dock av historisk natur. I ett verk från 1979 om gbefolkens (då kallade adjatado) historia påpekade den katolske missionären Roberto Pazzi att ”tre dialekter framträdde ur korsningen mellan invandrade grupper och ursprungsbefolkningen från Tádó: de är gɛ̀n, sáhwè och xweɖá.'  De två senare dialekterna ingår i Capos phla-pherá-gren, och Capo tillägger att tsáphɛ och phelá har cábɛ (yoruboid) respektive e̟do som substrat. Denna kontakt och blandning mellan icke-gbefolk och gbefolk och inflytandet av denna process på språken gör ofrånkomligen den bild som visas av jämförande språkforskning mer diffus. Ytterligare forskning om phla- och pheráfolkens historiska ursprung återstår fortfarande att utföra.
På grund av osäkerheten om den inre strukturen hos gbespråkens östra huvudgruppering har Ethnologue uteslutit phla-pheráspråken helt och hållet från sin underklassificering av gbespråk. Vissa av de varieteter som Capo och Kluge räknar till phla-pherágruppen inkluderas i andra grenar (till exempel återfinns xwla under aja) medan andra inte inbegrips i någon undergrupp till gbe (till exempel xwela).